# Барбара Бейн
Барбара Бейн (англ. Barbara Bain, при народженні Мілдред Фогель (англ. Mildred Fogel),  13 вересня 1931  ) — американська акторка. Найбільш відома за роллю Синнамон Картер Кроуфорд  у телесеріалі «Місія нездійсненна» (1966–1969), за яку вона отримала три премії«Еммі», а також номінацію на «Золотий глобус». Вона також зіграла роль доктора Хелени Рассел у британсько-італійському науково-фантастичному телесеріалі спільного виробництва Space: 1999 (1975–1977). Бейн також знялася у фільмах «Тварини з платником» (1998), «Паніка» (2000), «Незабудка» (2009) і «На скелях» (2020).

## Раннє життя
Бейн народилася під ім'ям Мілдред Фогель у Чикаго, штат Іллінойс,    у родині російсько-єврейських іммігрантів.    Закінчила Іллінойський університет зі ступенем бакалавра соціології.  Захопившись танцями, переїхала до Нью-Йорка, де навчалася разом з Мартою Грем.  Незадоволена кар'єрою танцівниці, вона почала працювати моделлю; після чого працювала у Vogue, Harper's та інших виданнях.
Однак, не надихаючись, Бейн вступила до театральної студії, щоб вивчати акторську майстерність, спочатку під керівництвом Курта Конвея, а потім Лонні Чепмена. Просуваючись до акторської студії, вона потрапила під керівництво Лі Страсберг.  
Першу акторську роль Бейн зіграла у п'єсі Педді Чаєвського «Серед ночі», яка вирушила в національне турне в жовтні 1957 року   Супроводжував Бейн її колега-актор і новий чоловік Мартін Ландау; фінальний етап гастролей привів подружжя до Лос-Анджелеса, де вони оселилися назавжди.  Після переїзду Бейн влаштувалася в Actors Studio West, де продовжувала викладати і працювати на сцені. 

## Особисте життя
Бейн вийшла заміж за актора Мартіна Ландау в 1957 році; вони розлучилися в 1993 році. У них є дві доньки, кінопродюсерка Сьюзен Ландау Фінч та акторка Джульєтта Ландау. 
Бейн страждає на клаустрофобію, яку сценаристи фільму «Місія нездійсненна» втілили в її героїню в епізоді «The Exchange».  

## Фільмографія

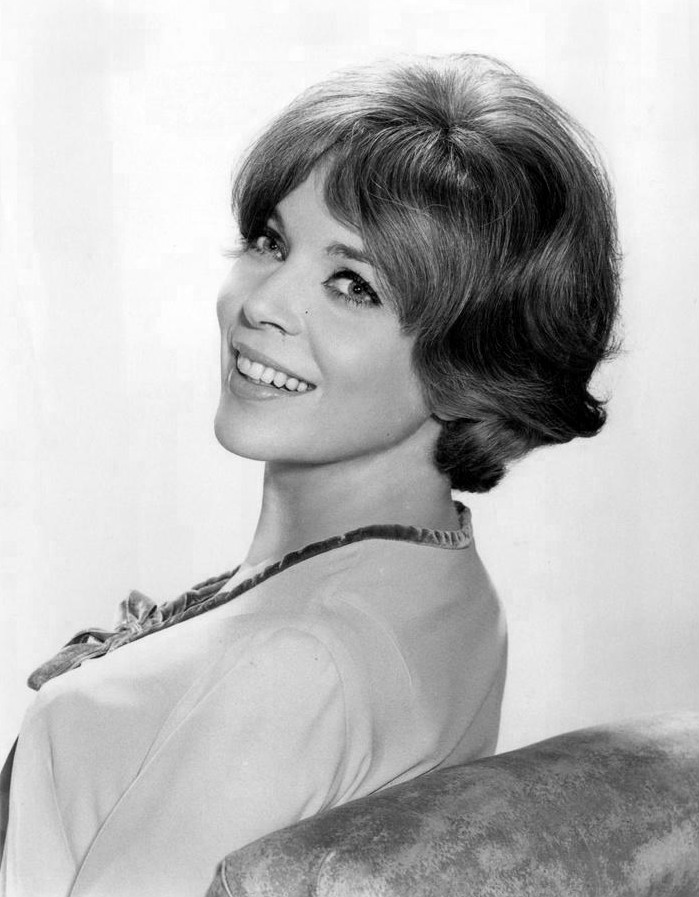
Бейн на рекламному фото для фільму "Місія нездійсненна", 1966

### Кіно
| Рік      | Назва                | Роль               | Примітки       |
| -------- | -------------------- | ------------------ | -------------- |
| 1989 рік | Довірся мені         | Мері Касаль        |                |
| 1989 рік | Скінхеди             | Марта              |                |
| 1990 рік | Дух 76-го            | Хіпстер            |                |
| 1997 рік | Платформа шість      | Мадам Гарвін       | Короткий фільм |
| 1998 рік | Тварини              | Мати               |                |
| 1998 рік | Гідеон               | Сара               |                |
| 1998 рік | Сухе Мартіні         | Мадам Рішо         | Короткий фільм |
| 1998 рік | Ефірний час          |                    | Короткий фільм |
| 2000 рік | Паніка               | Дейдре             |                |
| 2000 рік | Bel Air              | Агнес              |                |
| 2002 рік | Американська зброя   | Енн Тілман         |                |
| 2009 рік | У суміші             | Пані Крамп         | Короткий фільм |
| 2009 рік | Незабудка            | Сестра Долорес     |                |
| 2010 рік | Політичні катастрофи | Єлизавета          |                |
| 2010 рік | Нічого особливого    | Катерина           |                |
| 2012 рік | Збіг зроблено        | Мередіт            | Короткий фільм |
| 2014 рік | Загублена музика     | Роксана            | Короткий фільм |
| 2015 рік | Тихоокеанський край  | Кораловий          | Короткий фільм |
| 2016 рік | Благодать            | Благодать / Бабуся | Короткий фільм |
| 2016 рік | Срібне небо          | Єва                |                |
| 2018 рік | Повторно підключено  | Глорія             | Короткий фільм |
| 2018 рік | Сват                 | Сара               | Короткий фільм |
| 2018 рік | Візьми мою руку      | Марі               | Короткий фільм |
| 2020 рік | На скелях            | Гран Кін           |                |

### Серіали
| Year      | Title                                         | Role                | Notes |
| --------- | --------------------------------------------- | ------------------- | --- |
| 1958      | Harbormaster                                  | Mary Owens          | Episode: "The Captain's Gun" |
| 1959      | Mike Hammer                                   | Dora Church         | Episode: "Accentuate the Negative" |
| 1959      | Philip Marlowe                                | Donna Raymond       | Episode: "Ugly Duckling" (pilot) |
| 1959      | State Trooper                                 | Madge Slausen       | Episode: "Fiddle Dee Dead" |
| 1959      | Richard Diamond, Private Detective            | Karen Wells         | 5 episodes |
| 1959      | Mr. Lucky                                     | Prudence            | Episode: "The Money Game" |
| 1959      | Alcoa Theatre                                 | Judy Coyne          | Episode: "Small Bouquet" |
| 1959      | Tightrope                                     | Sandra              | Episode: "Cold Kill" |
| 1960      | The Law and Mr. Jones                         | D.J.                | Episode: "Christmas Is a Legal Holiday" |
| 1960      | Perry Mason                                   | Madelyn Terry       | Episode: "The Case of Wary Wildcatter" |
| 1960–1961 | Adventures in Paradise                        | Martha Peterson     | 2 episodes |
| 1962      | Straightaway                                  | Melody              | Episode: "The Craziest Race in Town" |
| 1963      | The Dick Van Dyke Show                        | Dorothy             | Episode: "Will You Two Be My Wife?" |
| 1963      | Hawaiian Eye                                  | Anne Munroe         | Episode: "Two Million Too Much" |
| 1963      | Empire                                        | June Bates          | Episode: "Hidden Asset" |
| 1963      | The Many Loves of Dobie Gillis                | Veronica            | Episode: "I Was a Spy for the F.O.B." |
| 1963      | The Lieutenant                                | Cissie Van Osten    | Episode: "A Touching of Hands" |
| 1963      | 77 Sunset Strip                               | Rachel Dent         | Episode: "By His Own Verdict" |
| 1963      | Wagon Train                                   | Lucy Garrison       | Episode: "The Fenton Canaby Story" |
| 1964      | The Greatest Show on Earth                    | Betty               | Episode: "The Night the Monkey Died" |
| 1964      | Ben Casey                                     | Tutor               | Episode: "A Woods Full of Question Marks" |
| 1964      | Perry Mason                                   | Elayna Scott        | Episode: "The Case of the Nautical Knot" |
| 1964      | Valentine's Day                               | Unknown             | Episode: "The Old School Tie" |
| 1965      | Get Smart                                     | Alma                | Episode: "KAOS in CONTROL" |
| 1965–1966 | My Mother The Car                             | Inge / Frankie      | Episode: "I'm Through Being A Nice Guy" / "Desperate Minutes" |
| 1966–1969 | Mission: Impossible                           | Cinnamon Carter     | Main cast (seasons 1–3) Primetime Emmy Award for Outstanding Lead Actress in a Drama Series (1967–1969) Nominated—Golden Globe Award for Best Actress – Television Series Drama |
| 1969      | The Red Skelton Show                          | Newspaperwoman      | Episode: "Crime Doesn't Pay But It's Tax Free" |
| 1971      | Murder Once Removed                           | Lisa Manning        | Television film |
| 1973      | Savage                                        | Gail Abbot          | Television film |
| 1974      | The Waltons                                   | Angelique           | Episode: "The First Day" |
| 1975–1977 | Space: 1999                                   | Dr. Helena Russell  | Main cast |
| 1981      | The Harlem Globetrotters on Gilligan's Island | Dr. Olga Schmetner  | Television film |
| 1984      | Mickey Spillane's Mike Hammer                 | Julia Huntley       | Episode: "A Death in the Family" |
| 1985      | Moonlighting                                  | Emily Greydon       | Episode: "My Fair David" |
| 1987      | Scarecrow and Mrs. King                       | Christina Golitsyn  | Episode: "The Khrushchev List" |
| 1987      | CBS Summer Playhouse                          | Julie Barrington    | Episode: "Barrington" |
| 1988      | Murder, She Wrote                             | Nora Morgan         | Episode: "Coal Miner's Slaughter” |
| 1991      | Murder, She Wrote                             | Ellen Lombard       | Episode: "Unauthorized Obituary" |
| 1992      | Likely Suspects                               | Buffy Hines-Baldi   | Episode: "Pilot" |
| 1994      | My So-Called Life                             | Vivian Wood         | Episode: "Other People's Mothers" |
| 1997      | The Visitor                                   | Constance MacArthur | Episode: "Reunion" |
| 1997      | Diagnosis: Murder                             | Cinnamon Carter     | Episode: "Discards" |
| 1998      | Walker, Texas Ranger                          | Mother Superior     | Episode: "Saving Grace" |
| 1999      | Millennium                                    | Lilly Unser         | Episode: "Matryoshka" |
| 2003      | Strong Medicine                               | Mrs. March          | Episode: "Orders" |
| 2003      | Tracey Ullman in the Trailer Tales            | Judy Utemeyer       | Television film |
| 2006      | CSI: Crime Scene Investigation                | Mrs. Iris Paul      | Episode: "Living Legend" |
| 2008      | Ben 10: Alien Force                           | Verdona             | Voice, episode: "What Are Little Girls Made Of?" |
| 2016      | Code Black                                    | Blanche             | Episode: "Exodus" |
| 2020      | Space Command                                 | Aunt Simone         | Episode: "Ripple Effect" |

## Зовнішні посилання
- Барбара Бейн на сайті IMDb (англ.)
- Interview with Barbara Bain, October, 2014, Ames Tribune
- Interview with Barbara Bain at Classic Film & TV Cafe, 5 September 2019
- Барбара Бейн на сайті Rotten Tomatoes (англ.)
- Барбара Бейн на сайті All Movie Guide (англ.)